# 国鉄ツ2500形貨車
国鉄ツ2500形貨車（こくてつツ2500がたかしゃ）は、かつて日本国有鉄道（国鉄）およびその前身である鉄道省等に在籍した有蓋貨車（通風車）である。

## 概要
本形式は、鉄道省およびその後身組織が1932年（昭和7年）から1946年（昭和21年）にかけて、汽車製造東京支店、日本車輌製造本店・支店、川崎車輛、新潟鐵工所、帝國車輛工業、近畿車輛、新木南車輛で1,045両（ツ2500 - ツ3544）を製作した、10トン積み二軸通風車である。日本の国有鉄道としては初の鋼製通風車であり、以降の通風車の基本となった。内部の通風機開閉装置により閉状態では通常の有蓋車としても使用できる有蓋兼用通風車であり、区別のため記号は「ツコワ」と標記された。「コワ」とは「小型」の「ワ車」（有蓋車）の意味である。この標記は、1953年（昭和28年）5月28日通報により大きさを表す「コ」が廃止され「ツワ」と改正された。また、二車現存車の改番があったため、最終番号はツ3546である。
車体は鋼製で、車体側板や妻板には鋼板に穴を開けたスリット状の通風口が上下2段に設けられており（次級ツ4000形とは配列が異なる）、通風に配慮して床板にも通風口が設けられているとともに、屋根にはガーランド形通風器が4個設けられている。車体中央部に設けられた幅1,500mmの側引戸の通風器は、下向きのカバーを設けた形状のものが上下4か所に設けられている。通風器は内部から開閉可能な構造で、閉状態では通常の有蓋車代用として使用することができる。
荷室の寸法は、長さ5,293mm、幅2,220mm、高さ2,060mm、床面積は11.6m2、容積は23.8m3である。全長は6,230mm、全幅は2,611mm、全高は3,600mm、軸距は3,000mm、自重は9.1tである。
本形式の軸ばね支持装置はシュー式で、最高運転速度は65km/h、車軸は12t長軸である。
本形式は、通風車の標準形式として全国で野菜や果物などの輸送に使用されたが、構造が二段リンク式への改造による最高運転速度75km/h化に不適であったことから、貨物列車の高速化が行われた1968年（昭和43年）までに姿を消した。ただし、台帳上は依然として在籍したことになっており、名実ともに消滅したのは、1983年（昭和58年）のことであった。

## 通風器
積荷である青果物は、アセトアルデヒドやエチレンなどのガスを発生するものや、高温に弱いものが多いため、発生したガスを逃がすために、また日射による車内温度上昇を防ぐために通風器が使用されている。走行時はこの通風器の機能により側面、妻面より外気が取り込まれ通風器より車外へ逃がす構造であった（暖められた空気は軽いため上に行くという利にかなった構造である）。しかし有蓋車として使用する際にはこの機能が災いとなり、雨天時には積荷が濡れやすいという欠点が問題になり始めた。このため通風器に開閉装置を取り付ける工事が、1957年（昭和32年）から1961年（昭和36年）にかけて行われた。この改造工事の際、雨漏りを防止するため通風器の取付方の変更も合わせて行われた。各年度による改造工場と両数は次のとおりである。
- 1957年（昭和32年度）長野工場 100両
- 1958年（昭和33年度）盛岡工場 100両、長野工場 100両
- 1959年（昭和34年度）盛岡工場 100両、長野工場 100両
- 1960年（昭和35年度）盛岡工場 125両、長野工場 125両
- 1961年（昭和36年度）盛岡工場 154両、長野工場 180両

合計 1,084両と本車の総数より多くなってしまうが、この両数は計画数のため前半の未消化分を最終年度にて帳尻を合わせたものと考えられる。